# 米開朗基羅·法爾瑪提諾
米開朗基羅·法爾瑪提諾（義大利語：Michelangelo Frammartino；1968年—）是義大利電影導演。

## 生平
米開朗基羅·法爾瑪提諾出生於義大利北方的米蘭，父母皆來自於南方的卡拉布里亞大區。法爾瑪提諾於2005年開始在貝加莫大學教授電影語言。
2010年，法爾瑪提諾完成第2部長片《靈魂的四段旅程》，於第63屆坎城影展導演雙週單元中首映，法爾瑪提諾也憑此片獲得大衛獎最佳導演提名。2021年，他完成睽違11年的長片作品《洞》，並獲選為第78屆威尼斯影展正式競賽片，並獲得評審團特別獎。

### 風格
法爾瑪提諾被認為是歐陸緩慢電影的代表導演之一，他擅長模糊紀錄片與劇情片的分野，電影通常缺少對白。他的作品也嘗試以記錄大自然的方式開創電影語言的可能性，例如《靈魂的四段旅程》就以人類、羊、樹木和煤炭4種自然元素之間的流轉完成電影的敘事。

## 電影作品
- 2003年：《禮物》（Il dono）
- 2010年：《靈魂的四段旅程》（Le quattro volte）
- 2021年：《洞（義大利語：Il buco (film 2021)）》（Il buco）

## 外部連結
- 米開朗基羅·法爾瑪提諾在互联网电影资料库（IMDb）上的資料（英文）